# Seth Grahame-Smith
Seth Grahame-Smith (Rockville Centre, 4 gennaio 1976) è uno scrittore, fumettista, autore televisivo, sceneggiatore e produttore televisivo statunitense.
È noto soprattutto per il romanzo Orgoglio e Pregiudizio e Zombie, pubblicato nel 2009.

## Carriera

### Letteratura

#### Saggi
Alcuni anni fa Seth aveva degli amici che conoscevano l'editore della Quirk Books che a quel tempo cercava scrittori economici per dei libri che non fossero di fiction. Affidarono a Grahame-Smith lavori da consegnare in tre mesi di tempo, il che comprendeva ricerche, sviluppo e stesura.
Il primo libro pubblicato da Grahame-Smith è The Big Book of Porn: A Penetrating Look at the World of Dirty Movies (2005), un saggio sull'erotismo e sull'hard nel mondo del cinema.
L'anno successivo Grahame-Smith ha pubblicato il saggio The Spider-Man Handbook: The Ultimate Training Manual, uno studio approfondito sulla figura del supereroe Spiderman, con un'introduzione scritta da Stan Lee.
Nel 2007 Grahame-Smith pubblica How to Survive a Horror Movie: All the Skills to Dodge the Kills, una guida comica per dare suggerimenti ai lettori su come sfuggire alle più classiche situazioni di pericolo mostrate nei film horror (l'introduzione di questo libro è stata scritta dal famoso regista di film horror Wes Craven).
Nel 2008 Grahame-Smith ha scritto il satirico Pardon My President: Fold-and-Mail Apologies for 8 Years, una raccolta delle lettere spedite dall'autore ai vari partiti per scusarsi di tutte le malefatte compiute negli anni dall'amministrazione del presidente Bush.

#### Romanzi
A questo punto Grahame-Smith chiede e ottiene il permesso di scrivere qualche opera che fosse di genere fiction.
Grahame-Smith decise quindi di scrivere un romanzo che mescolasse Orgoglio e pregiudizio di Jane Austen con elementi tipici del cinema zombie su consiglio del suo curatore editoriale Jason Rekulak che gli disse: Se ti appoggi a qualcosa di classico non devi pagare i diritti all'autore. La casa editrice Quirk Books fu inizialmente riluttante all'idea di pubblicare il romanzo, temendo reazioni negative da parte degli amanti del classico della Austen. Alla fine il libro fu dato alle stampe nel 2009, divenendo un bestseller anche grazie al passaparola attraverso internet. Il libro rivisita il classico della Austen in chiave horror zombie con le sorelle Bennet nel ruolo di guerriere in un'Inghilterra invasa dagli zombie.
Lo scrittore Steve Hockensmith ha poi pubblicato nel 2010 e nel 2011 due romanzi che sono rispettivamente il prequel e il sequel di Orgoglio e Pregiudizio e Zombie di Grahame-Smith.
Grazie al successo di Orgoglio e Pregiudizio e Zombie, Grahame-Smith poté sottoscrivere un contratto con la sua casa editrice per poter pubblicare un altro romanzo, uscito nel 2010, dal titolo Abraham Lincoln: Vampire Hunter che è una rivisitazione questa volta della figura del presidente degli Stati Uniti d'America Abraham Lincoln in chiave di cacciatore di vampiri. Il libro è tradotto in Italia con il titolo La Leggenda del Cacciatore di Vampiri: Il diario segreto del presidente.
Nel 2012 annuncia il suo nuovo romanzo intitolato Unholy Night in Italia tradotto come La bugia di Natale e pubblicato nel 2013, con i tre Re Magi come protagonisti. È la storia di tre criminali Baldassare, Gaspare e Melchiorre, che diventeranno in seguito noti come i Re Magi, che visitano per caso un bambino appena nato di nome Gesù, nel romanzo appaiono in ruoli minori diversi personaggi tra cui Erode il Grande, Cesare Augusto, Ponzio Pilato e la Vergine Maria.
Nel 2015 è prevista l'uscita del suo prossimo romanzo intitolato The Last American Vampire.

### Fumetti
Grahame-Smith ha debuttato come autore di testi per fumetti in Marvel Zombies Return: Hulk, con i disegni dell'artista Richard Elson.

### Televisione
Ha iniziato la sua carriera nel 2001 lavorando alla serie TV The Most.
È stato fra i produttori e sceneggiatori di Vendettas e History's Mysteries su History Channel’s.
Nel 2007 Grahame-Smith è fra i produttori di Clark and Michael.
Assieme a David Katzenberg fonda la casa di produzione KatzSmith Productions, con cui ha creato, scritto e prodotto una serie televisiva per MTV chiamata Hard Times - Tempi duri per RJ Berger, che racconta le vicende di un quindicenne nerd superdotato.

### Cinema
Esce nel 2012 il film La leggenda del cacciatore di vampiri diretto da Timur Bekmambetov trasposizione del suo romanzo Abraham Lincoln: Vampire Hunterfilm che ha incassato 116,471,580 dollari in tutto il mondo.
In questo progetto conosce il produttore Tim Burton che lo ha coinvolto come sceneggiatore nel film Dark Shadows da lui diretto.
I diritti per una trasposizione cinematografica del suo romanzo Orgoglio e pregiudizio e zombie sono stati acquistati dalla Lions Gate Entertainment per due milioni di dollari, con Natalie Portman come produttrice e David O. Russell come sceneggiatore e lo stesso Grahame-Smith coinvolto nella produzione. Si sono però verificate delle difficoltà nel trovare sia un regista, ruolo rifiutato da Craig Gillespie, David O. Russell e Mike White, sia un'attrice protagonista per il ruolo di Elizabeth Bennet rifiutato da Natalie Portman, Anne Hathaway, Rooney Mara, Mia Wasikowska, Scarlett Johansson, Emma Stone e Blake Lively. Alla fine sono stati confermati Burr Steers come regista e sceneggiatore e Lily James come attrice protagonista. Fanno parte del cast anche Sam Riley, Jack Huston, Bella Heathcote, Douglas Booth, Matt Smith, Charles Dance, Lena Headey e Suki Waterhouse, Le riprese sono cominciate nel 2014 in Inghilterra e il film è arrivati nelle sale nel febbraio 2016.
Grahame-Smith è coinvolto in diversi progetti per ora solamente annunciati o in via di sviluppo fra i quali: la produzione di una sceneggiatura di Mark Bianculli e Jeff Richard dal nome di The Waiting; la stesura della sceneggiatura dell'annunciato seguito di Beetlejuice del 1988 che è anche nei progetti di Tim Burton; la produzione del reboot del film Gremlins di Joe Dante; la produzione di un film intitolato Ninjago; la produzione di un nuovo adattamento del romanzo di Stephen King It; la stesura della sceneggiatura di un film Lego su Batman.
È stato confermato che il suo esordio come regista avverrà con la direzione del remake di Qualcosa di sinistro sta per accadere.
Nell'ottobre 2015, Grahame-Smith è entrato in trattative per scrivere e dirigere il film The Flash sull'omonimo supereroe dei fumetti DC Comics. Il film è previsto per il 2018 e entrerà a far parte del DC Extended Universe. Nell'aprile 2016 abbandona la regia del film dedicato al velocista scarlatto e viene sostituito da Rick Famuyiwa nei primi giorni di giugno.

## Opere

### Altri libri
- The Big Book of Porn: A Penetrating Look at the World of Dirty Movies (2005)
- The Spider-Man Handbook: The Ultimate Training Manual (2006)
- How to Survive a Horror Movie: All the Skills to Dodge the Kills (2007)
- Pardon My President: Fold-and-Mail Apologies for 8 Years (2008)

### Romanzi
- Orgoglio e Pregiudizio e Zombie (2009)
- La Leggenda del Cacciatore di Vampiri: Il diario segreto del presidente (2010)
- La bugia di Natale (2013)
- The Last American Vampire (2015) - inedito in Italia

### Fumetti
- Marvel Zombies Return: Hulk - autore testi, disegni di Richard Elson

### Filmografia
- The Most (2001)
- Vendettas - produttore e sceneggiatore
- History's Mysteries - serie di History Channel’s, produttore e sceneggiatore
- Clark and Michael (2007) - produttore
- Hard Times - Tempi duri per RJ Berger (The Hard Times of RJ Berger) - serie TV, produttore, creatore serie, sceneggiatore episodi 2x08, 2x09, 2x10, 2x11, 2x12 e regista episodi 2x05 e 2x06
- Dark Shadows, regia di Tim Burton (2012) - sceneggiatore
- La leggenda del cacciatore di vampiri (Abraham Lincoln: Vampire Hunter), regia di Timur Bekmambetov (2012) - soggetto e sceneggiatore
- PPZ - Pride + Prejudice + Zombies (Pride and Prejudice and Zombies), regia di Burr Steers (2016)